# جنگل ملی آپاچی–سیتگریوز
جنگل ملی آپاچی-سیتگریوز (به انگلیسی: Apache-Sitgreaves National Forest) یک پارک ملی در ایالت آریزونا و نیومکزیکو در آمریکا است.
مساحت این جنگل ۱۰۶۵۲ کیلومتر مربع (تقریباً اندازه استان قم) است.